# تپه سی باقر ۲
تپه سی باقر ۲ مربوط به عصر مفرغ - دوره اشکانیان است و در شهرستان دالاهو، بخش مرکزی، دهستان بیونیج، روستای سی باقر واقع شده و این اثر در تاریخ ۲۷ اسفند ۱۳۸۶ با شمارهٔ ثبت ۲۲۴۱۷ به‌عنوان یکی از آثار ملی ایران به ثبت رسیده است.